# Tiskre (Tallinn)
Tiskre est un quartier du district de  Haabersti à Tallinn en Estonie.

## Description
En 2019, Tiskre compte 1 999 habitants.
Sa superficie est de 1,39 km2.
Tiskre est situé dans la partie ouest de Tallinn, sur les rives du golfe de Finlande. 
Le ruisseau Tiskre le sépare des quartiers de Kakumäe et Vismeistri. 
Tiskre borde la municipalité de Harku du comté de Harju.
Les rues du quartier sont :  Eevardi tänav, Hansu tänav, Kaarlepere tänav, Käänu tänav, Postitalu tänav, Jaagu tänav, Hanijala tänav, Hoburaua tänav, Kaisla tänav, Kotlepi tänav, Kristeni tänav, Künkamaa tänav, Rannamõisa tee, Rannaniidu tänav, Roolahe tänav, Roostiku tänav, Taludevahe tänav, Teisepere tänav, Tiskre tee, Tiskrevälja tänav, Toomapere tänav, Vaagi tänav et Vahepere tänav.

## Population
| 2008  | 2010  | 2011  | 2012  | 2013  | 2014  |
| ----- | ----- | ----- | ----- | ----- | ----- |
| 1 373 | 1 507 | 1 585 | 1 696 | 1 711 | 1 837 |

| 2015  | 2016  | 2017  | 2018  | 2019  | 2020  |
| ----- | ----- | ----- | ----- | ----- | ----- |
| 1 847 | 1 879 | 1 940 | 1 983 | 1 999 | 2 072 |

| 2021  | 2022  | - | - | - | - |
| ----- | ----- | - | - | - | - |
| 2 068 | 2 048 | - | - | - | - |

## Transports
La ligne de bus n°4 traverse le territoire de Tiskre.

## Paysage urbain
Tiskre est une zone construite de maisons individuelles et en rangée. Les magasins, stations-service, établissements pour enfants et établissements d'enseignement les plus proches sont situés dans le quartier de Kakumäe et le village de Tabasalu.

## Galerie

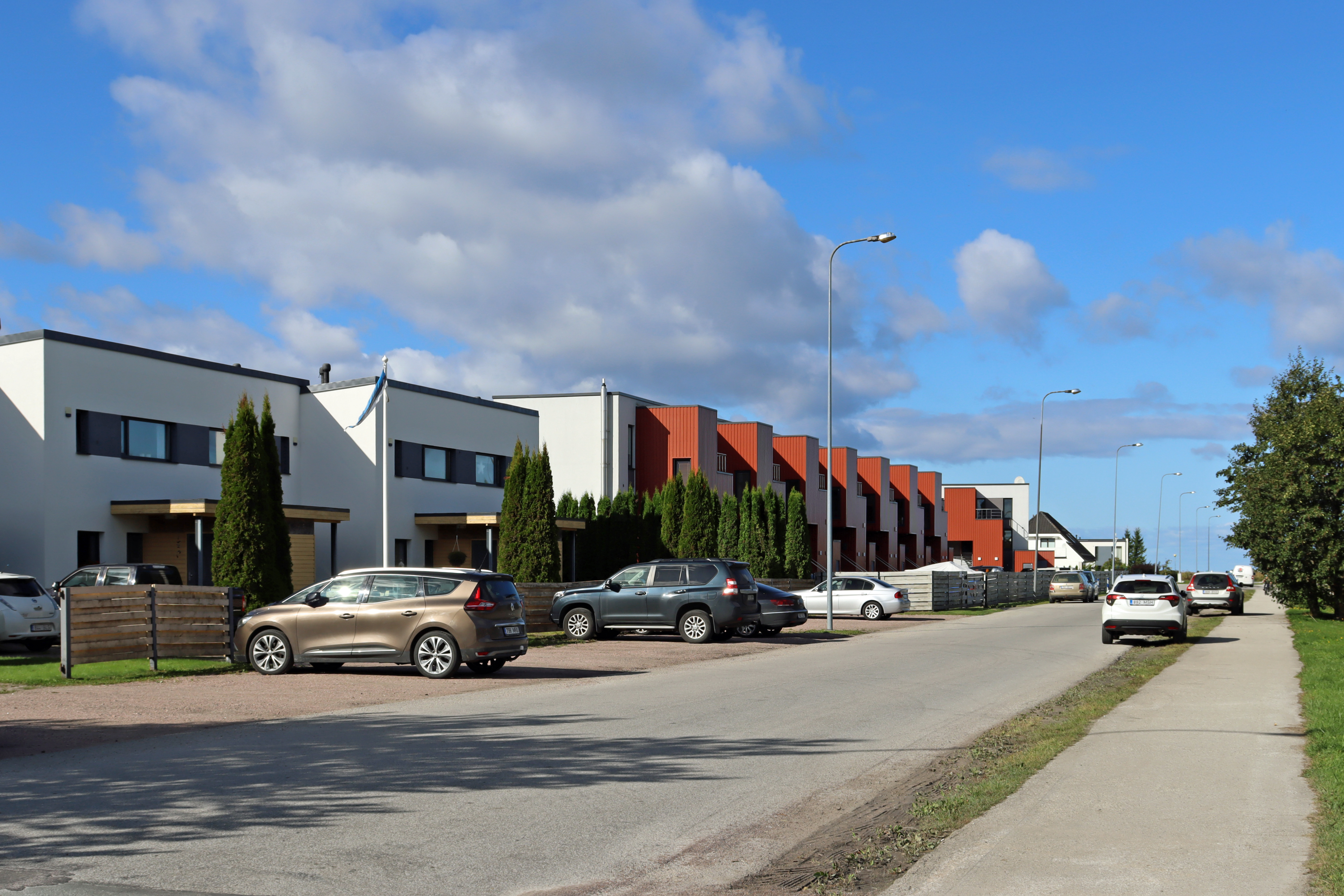
Immeubles résidentiels en rangée de la rue Vahepere tänav.
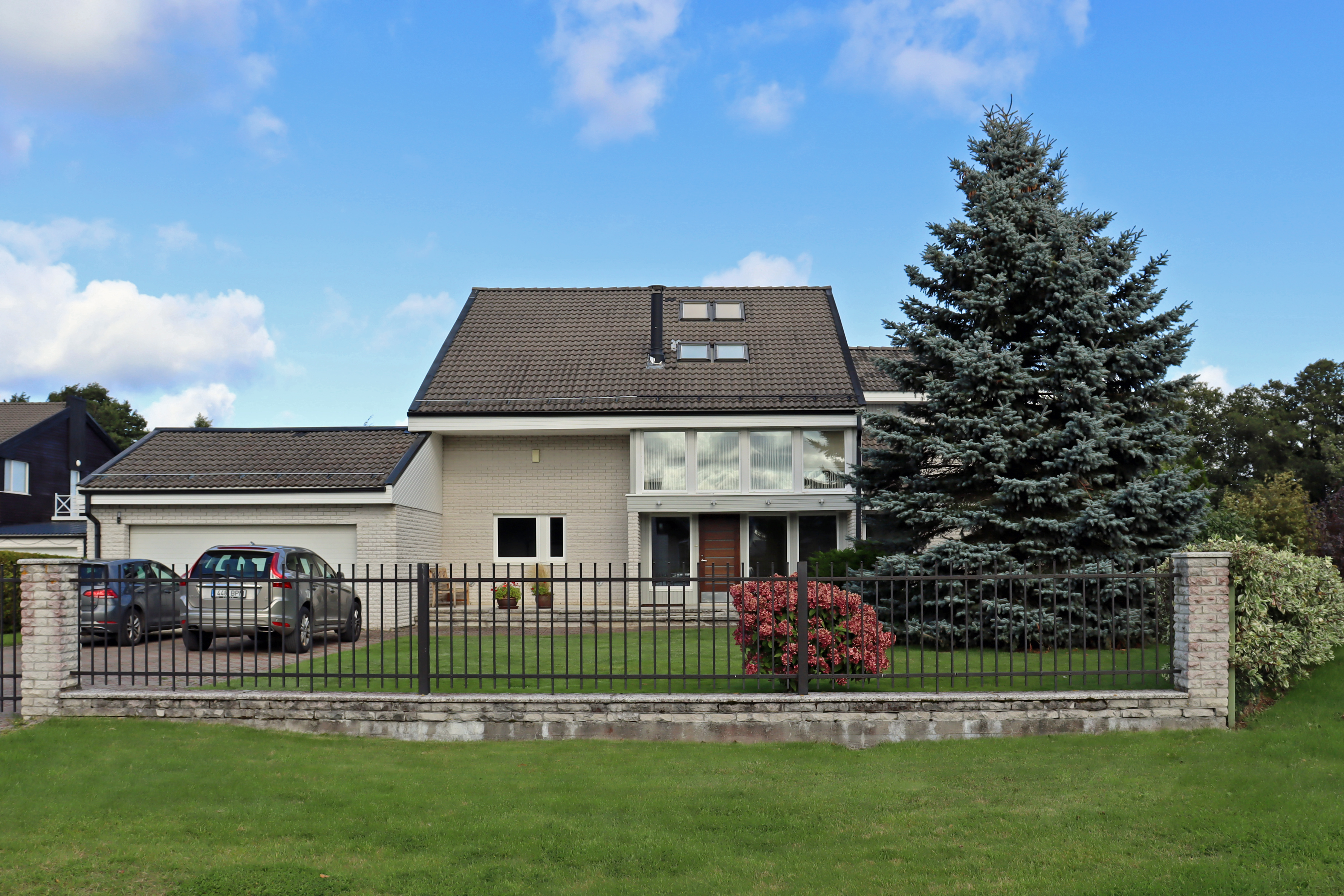
Rue Kotlepi tänav.
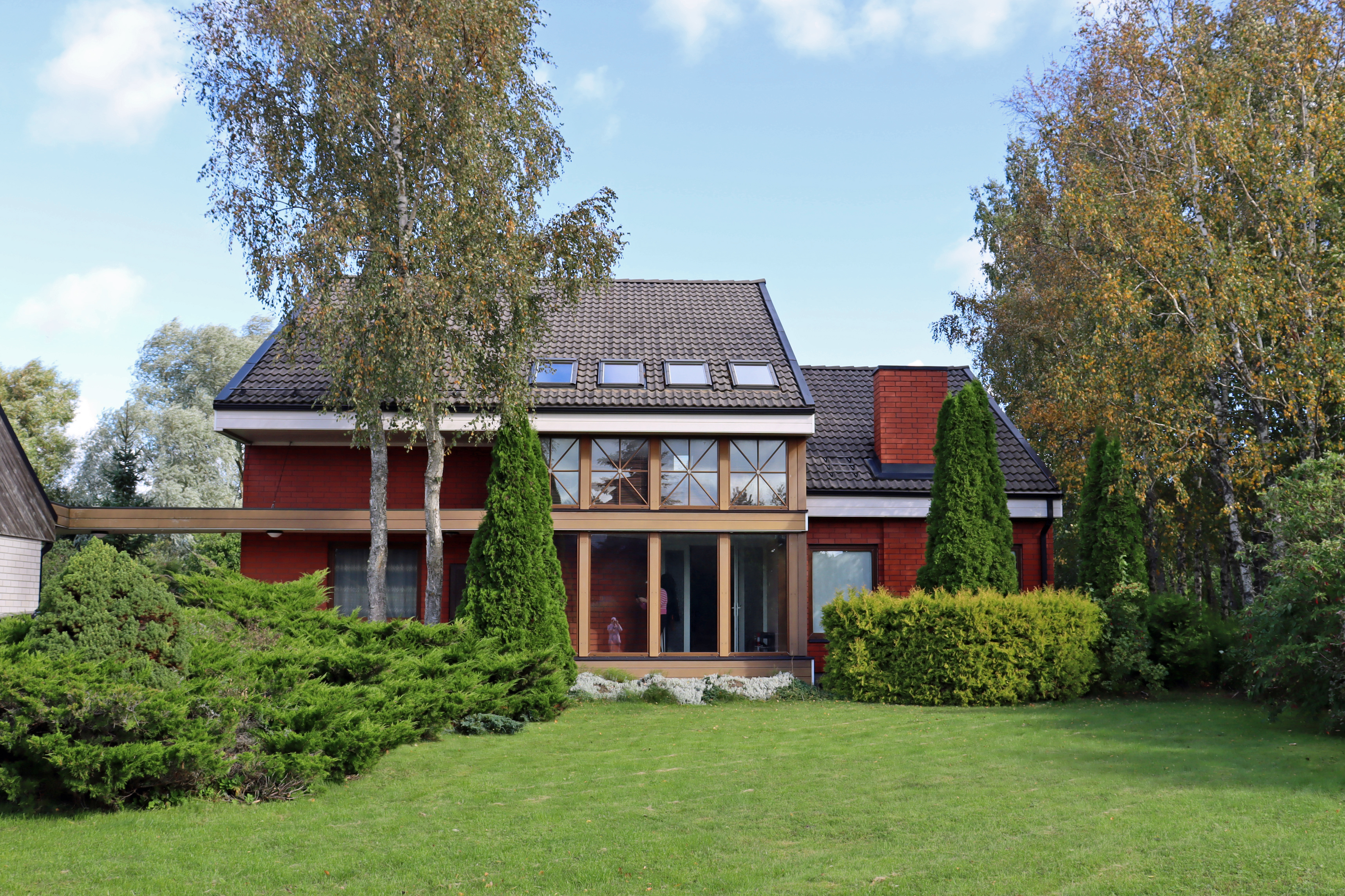
Manoir de la rue Kotlepi.

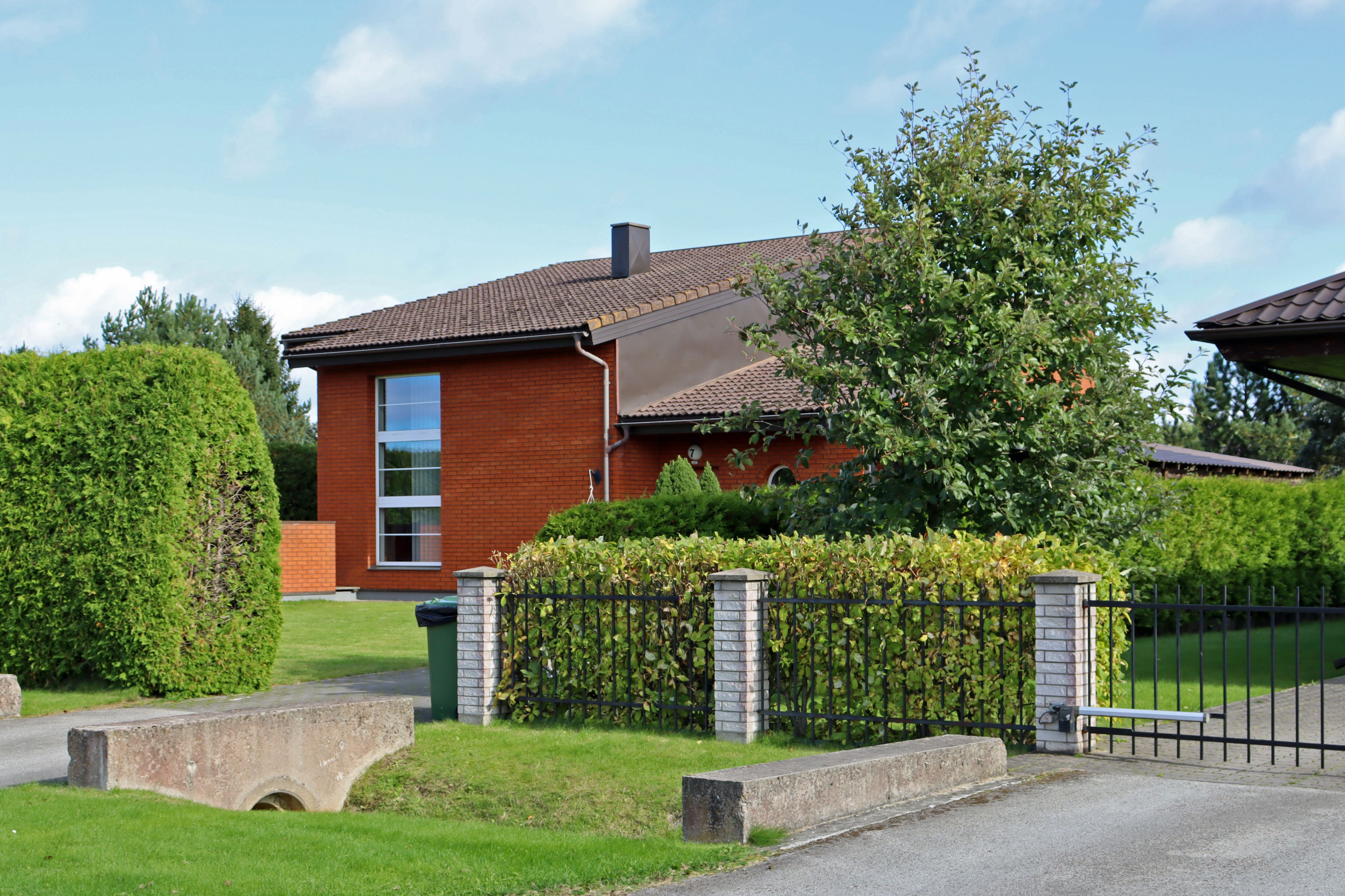
Rue Postitalu tänav.
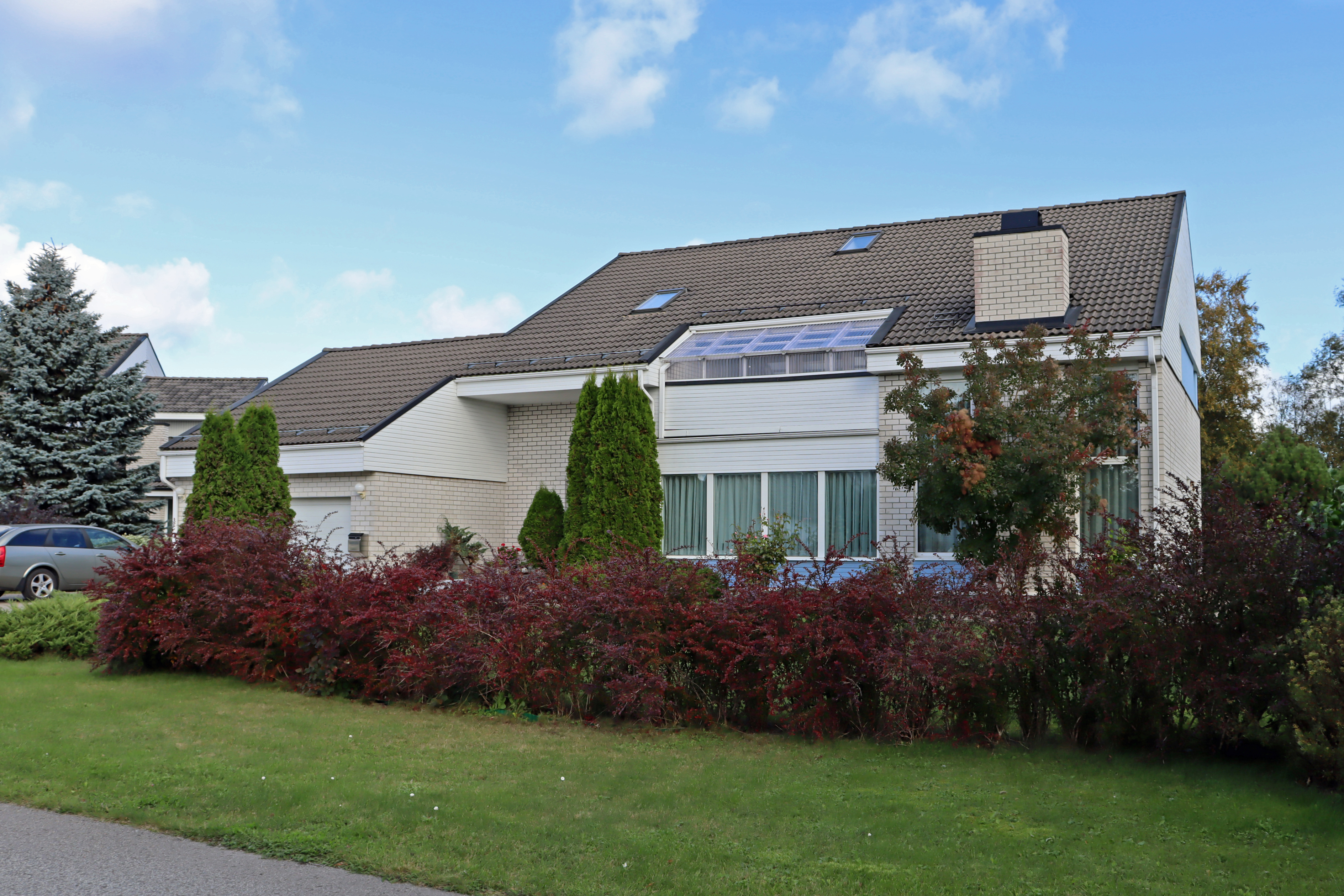
Maison individuelle.
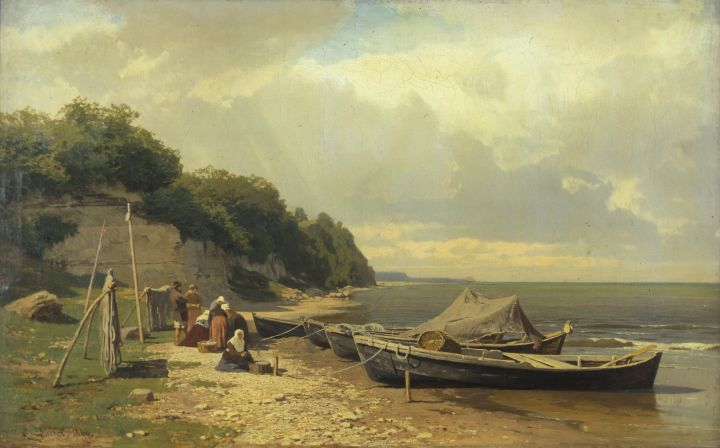
Plage de Tiskre peinte par Eugen Dücker.
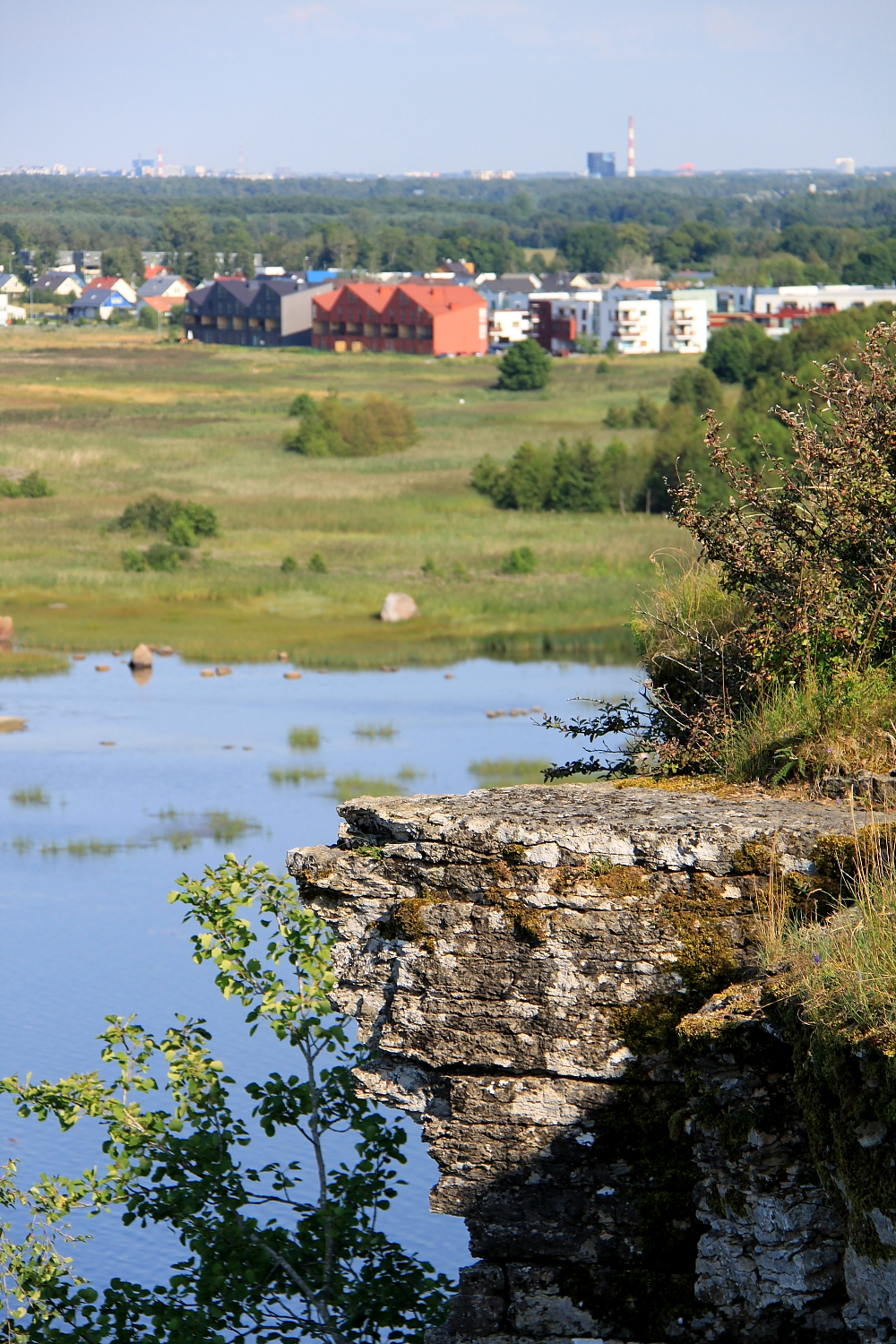
Tiskre vu de Tabasalu.